# Hotelschau
Als Hotelschau wird gemeinhin eine Schau bezeichnet, etwa eine Wirtschaftsmesse oder eine Ausstellung, die in großen zu einem Hotel gehörigen Räumen stattfindet. Dies können auch Kongresshallen sein, wie die Europahalle Trier, an die ein Hotel mit angeschlossen ist. Nicht zu verwechseln mit der Hotelschau ist die Hotelmesse, die keine Messe in einem Hotel, sondern eine Fachmesse für die Hotellerie ist.
Hotelschauen als Messen in kleinem Maßstab eignen sich besonders dann, wenn keine Massenbesucherzahlen erwartet werden. Zuweilen werden Hotelschauen zu Testzwecken eingesetzt, bevor der Schritt zur Veranstaltung einer klassischen international ausgerichteten Großmesse gewagt wird. So etwa wurden erst zwei Hotelschauen veranstaltet, deren große Erfolge auch die Skeptiker unter den Schuhherstellern überzeugten, bevor danach am 15. April 1956 die 1. Deutsche Schuhmusterschau in Düsseldorf stattfand. Ab der dritten Schuhmusterschau wurde dann das Signet GDS „Große Deutsche Schuhmusterschau“ verwendet (siehe dazu auch: GDS – International Shoe Fair).